# 1. divisjon 2023
La 1. divisjon 2023, anche nota come OBOS-ligaen per ragioni di sponsorizzazione, è la 75ª edizione della manifestazione. Il campionato è iniziato il 10 aprile 2023 e si è concluso il 12 novembre 2023.

## Stagione

### Novità
Nella stagione precedente il Brann e lo Stabæk sono stati promossi in Eliteserien mentre il Grorud e lo Stjørdals-Blink sono state retrocesse in 2. divisjon. Al loro posto sono retrocesse dalla prima serie il Kristiansund e il Jerv, e sono state promosse dalla serie inferiore il Moss e l'Hødd.

### Formula
Le 16 squadre partecipanti si affrontano in un girone all'italiana con partite di andata e ritorno, per un totale di 30 giornate. Le prime due classificate ottengono la promozione in Eliteserien, mentre le classificate dalla terza alla sesta posizione si qualificano per gli spareggi per decretare un'altra possibile promozione in Eliteserien. Le ultime due classificate vengono retrocesse in 2. divisjon, mentre la terzultima gioca uno spareggio contro una squadra di 2.divisjon.

## Squadre partecipanti
| Club            | Città        | Stadio                     | Stagione precedente        |
| --------------- | ------------ | -------------------------- | -------------------------- |
| Sandnes Ulf     | Sandnes      | Øster Hus Arena            | 5° in 1. divisjon 2022     |
| Fredrikstad     | Fredrikstad  | Fredrikstad Stadion        | 10° in 1. divisjon 2022    |
| Bryne           | Bryne        | Bryne Stadion              | 11° in 1. divisjon 2022    |
| Hødd            | Ulsteinvik   | Nye Hoddvoll               | 1° in 2. divisjon 2022 - B |
| Sogndal         | Sogndal      | Fosshaugane Campus         | 7° in 1. divisjon 2022     |
| Moss            | Moss         | Mellos Stadion             | 1° in 2. divisjon 2022 - A |
| Kongsvinger     | Kongsvinger  | Gjemeselund Stadion        | 6° in 1. divisjon 2022     |
| Start           | Kristiansand | Sparebanken Sør Arena      | 3° in 1. divisjon 2022     |
| Skeid           | Oslo         | Nordre Asen Kunstgressbane | 14° in 1. divisjon 2022    |
| KFUM Oslo       | Oslo         | KFUM-Arena                 | 4° in 1. divisjon 2022     |
| Ranheim         | Trondheim    | EXTRA Arena                | 8° in 1. divisjon 2022     |
| Åsane           | Bergen       | Åsane Arena                | 13° in 1. divisjon 2022    |
| Kristiansund BK | Kristiansund | Kristiansund Stadion       | 15° in Eliteserien 2022    |
| Raufoss         | Raufoss      | NAMMO Stadion              | 12° in 1. divisjon 2022    |
| Mjøndalen       | Mjondalen    | Consto Arena               | 9° in 1. divisjon 2022     |
| Jerv            | Grimstad     | Levermyr Stadion           | 16° in Eliteserien 2022    |

## Classifica
Aggiornata al 12 novembre 2023
|  | Pos. | Squadra         | Pt | G  | V  | N  | P  | GF | GS | DR  |
|  | ---- | --------------- | -- | -- | -- | -- | -- | -- | -- | --- |
|  | 1.   | Fredrikstad     | 64 | 30 | 18 | 10 | 2  | 50 | 23 | +27 |
|  | 2.   | KFUM Oslo       | 58 | 30 | 17 | 7  | 6  | 51 | 31 | +20 |
|  | 3.   | Kongsvinger     | 52 | 30 | 16 | 4  | 10 | 53 | 39 | +14 |
|  | 4.   | Kristiansund BK | 50 | 30 | 14 | 8  | 8  | 56 | 38 | +18 |
|  | 5.   | Start           | 46 | 30 | 12 | 10 | 8  | 49 | 36 | +13 |
|  | 6.   | Bryne           | 44 | 30 | 13 | 5  | 12 | 40 | 36 | +4  |
|  | 7.   | Sogndal         | 43 | 30 | 12 | 7  | 11 | 45 | 45 | 0   |
|  | 8.   | Ranheim         | 40 | 30 | 12 | 4  | 14 | 36 | 53 | -17 |
|  | 9.   | Raufoss         | 38 | 30 | 10 | 8  | 12 | 35 | 36 | -1  |
|  | 10.  | Moss            | 38 | 30 | 10 | 8  | 12 | 37 | 40 | -3  |
|  | 11.  | Sandnes Ulf     | 37 | 30 | 10 | 7  | 13 | 42 | 45 | -3  |
|  | 12.  | Åsane           | 37 | 30 | 9  | 10 | 11 | 41 | 44 | -3  |
|  | 13.  | Mjøndalen       | 37 | 30 | 10 | 7  | 13 | 39 | 42 | -3  |
|  | 14.  | Hødd            | 33 | 30 | 8  | 9  | 13 | 29 | 38 | -9  |
|  | 15.  | Jerv            | 31 | 30 | 8  | 7  | 15 | 40 | 59 | -19 |
|  | 16.  | Skeid           | 14 | 30 | 3  | 5  | 22 | 24 | 62 | -38 |

### Play Off

#### Quarti di finale
| Start | 0-3 | Bryne |  |  |  |  |  |

#### Semifinale
| Kristiansund BK | 2-1 | Bryne |  |  |  |  |  |

#### Finale
| Kongsvinger | 2-4 | Kristiansund BK |  |  |  |  |  |

### Spareggio promozione
|                 | Risultati |                 | Luogo e data |
| --------------- | --------- | --------------- | ------------ |
| Vålerenga       | 2-0       | Kristiansund BK |              |
| Kristiansund BK | 3-0       | Vålerenga       |              |
|                 |           |                 |              |

### Spareggio retrocessione
|      | Risultati |      | Luogo e data |
| ---- | --------- | ---- | ------------ |
| Hødd | 0-3       | Lyn  |              |
| Lyn  | 2-1       | Hødd |              |
|      |           |      |              |

## Statistiche

### Individuali

#### Classifica marcatori
Aggiornata al 12 novembre 2023
| Gol |  |  | Giocatore         | Squadra      |
| --- |  |  | ----------------- | ------------ |
| 16  |  |  | Benjamin Stokke   | Kristiansund |
| 14  |  |  | Samuel Pedro      | Jerv         |
| 12  |  |  | Tommy Høiland     | Sandnes Ulf  |
| 11  |  |  | Jóannes Bjartalíð | Fredrikstad  |
| 11  |  |  | Joacim Holtan     | Kongsvinger  |
| 11  |  |  | Adem Güven        | Kongsvinger  |
| 10  |  |  | Kristian Lien     | Mjøndalen    |
| 10  |  |  | Cláudio Braga     | Moss         |
| 10  |  |  | Johannes Nuñez    | KFUM Oslo    |
| 10  |  |  | Mame Mor Ndiaye   | Åsane        |